# Torphins
Torphins är en ort i Storbritannien.   Den ligger i kommunen Aberdeenshire och riksdelen Skottland, i den norra delen av landet, 600 km norr om huvudstaden London. Torphins ligger 132 meter över havet och antalet invånare är 1 245.
Terrängen runt Torphins är huvudsakligen kuperad, men den allra närmaste omgivningen är platt.Runt Torphins är det ganska glesbefolkat, med 27 invånare per kvadratkilometer. Närmaste större samhälle är Banchory, 10,1 km sydost om Torphins. I omgivningarna runt Torphins växer i huvudsak blandskog.